# Joint Fire Support Team

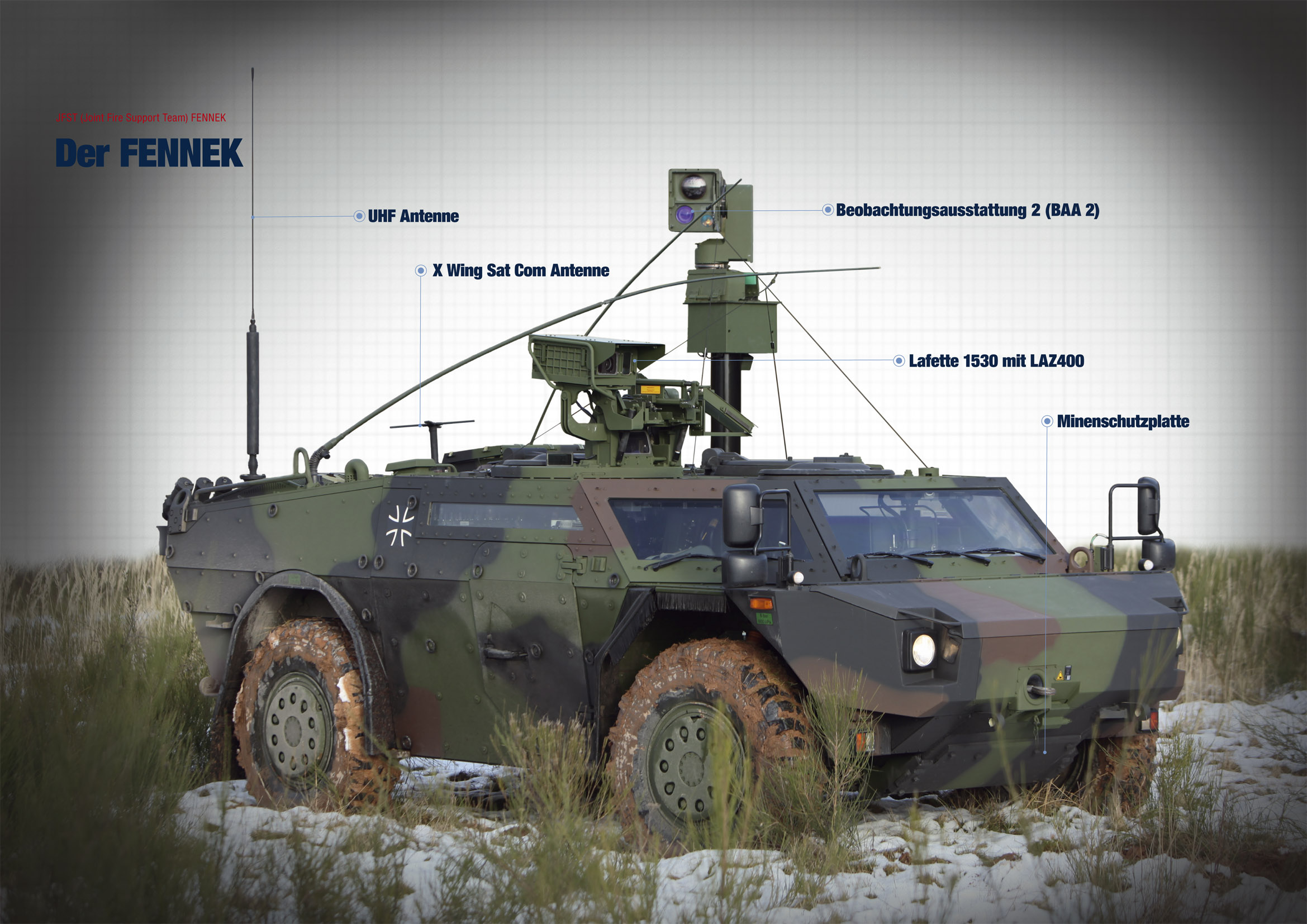
Fennek in der Variante Joint Fire Support Team

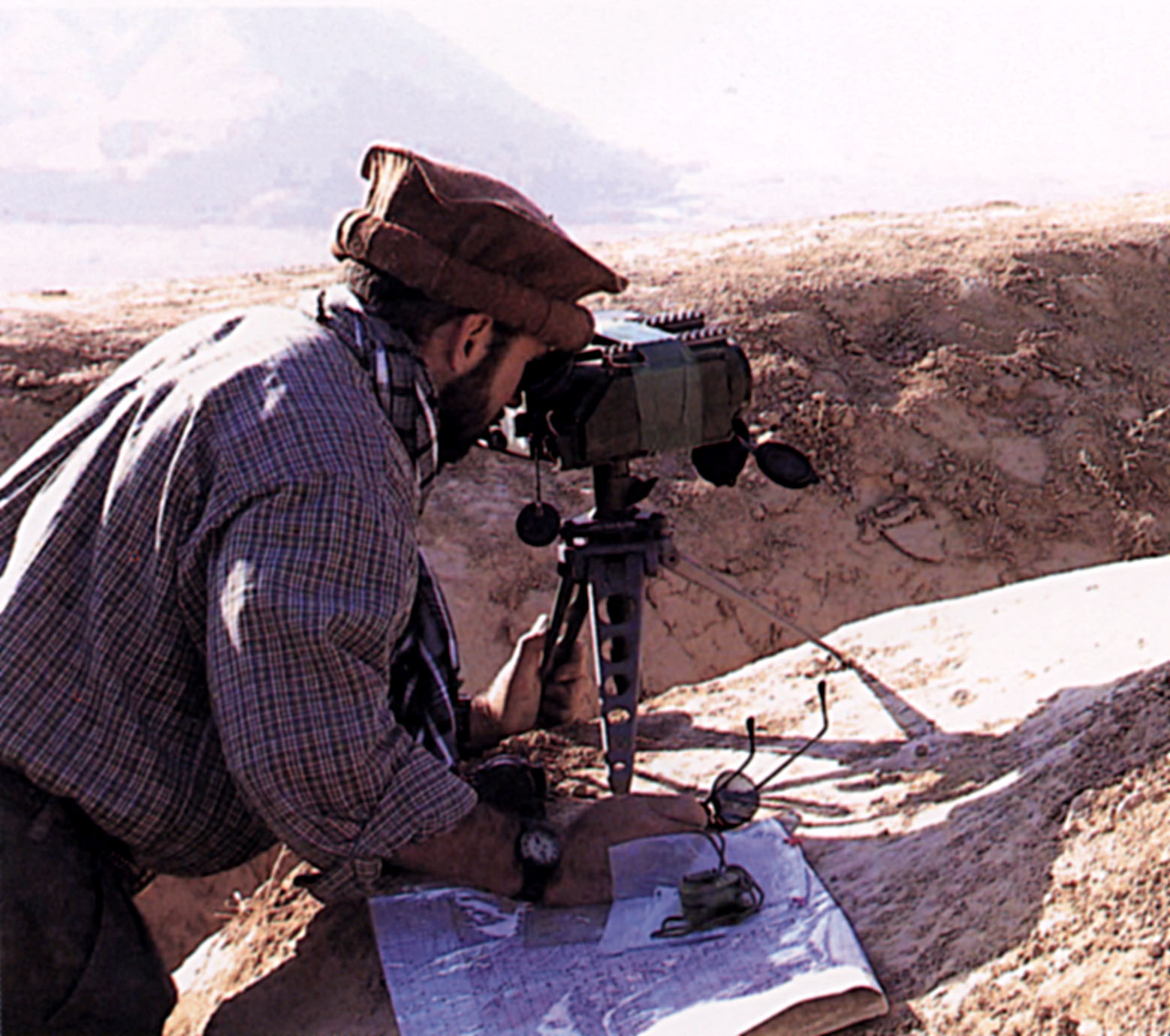
Ein Mitglied einer US-Spezialeinheit nutzt einen tragbaren Laserzielbeleuchter in Afghanistan (2001).

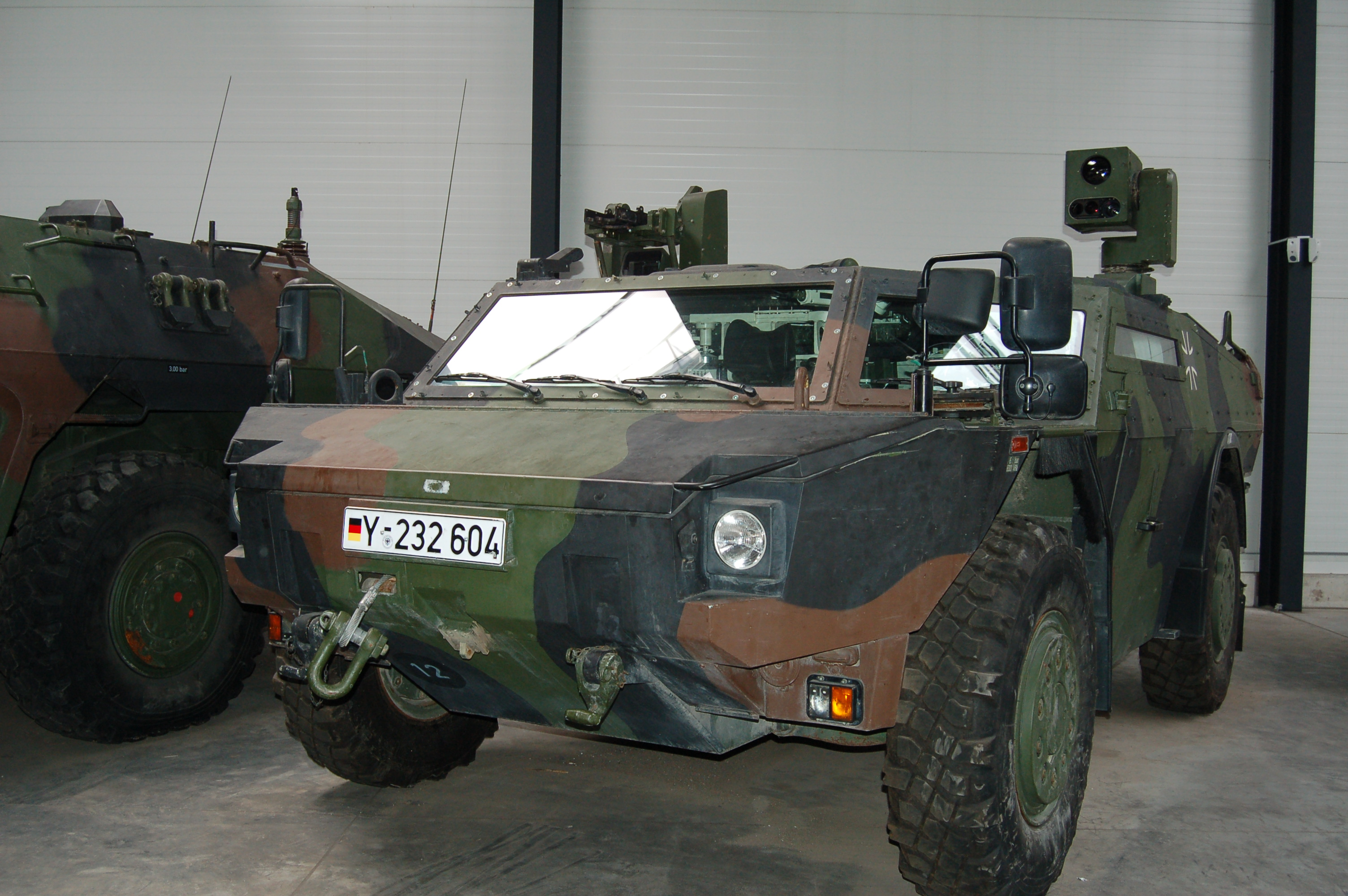
Ausgestattet mit einer Beobachtungs- und Aufklärungsausrüstung dient der Fennek als Einsatzfahrzeug für die Bundeswehr. Je zwei Fahrzeuge bilden dabei ein Joint Fire Support Team.

Ein Joint Fire Support Team (JFST; deutsch „gemeinsamer Feuerunterstützungstrupp“) ist ein Zusammenschluss der Artilleriebeobachter, vorgeschobenen Beobachter der Mörser und der Fliegerleittrupps zu einem Team, das die Kampftruppe begleitet und die Fähigkeit zur streitkräftegemeinsamen Taktischen Feuerunterstützung besitzt, welche Steilfeuer (Rohr- und Raketenartillerie, Mörser, taktische Feuerunterstützung von See an Land [engl. Naval Gunfire Support]) und Luftnahunterstützung (engl. CAS Close Air Support) anfordert und lenkt.
Die Aufgaben sind unter anderem die Überwachung des Gefechtsfeldes, die Zielaufklärung und -bestimmung, die Feuerlenkung eigener Waffen und Feststellung des Erfolgs des Waffeneinsatzes, die Auswertung und Meldung der eigenen Aufklärungsergebnisse und solche anderer Truppen, das Annehmen und Weiterleiten von Feueranforderungen der Kampftruppe sowie das Halten der Verbindung zum örtlichen unterstellten Führer der Kampftruppe.

## Ausstattung
Die Ausrüstung eines Joint Fire Support Team umfasst eine fahrzeugintegrierte hybride Navigationsanlage, elevierbare Zielvermessungsanlage mit Tagsichtkamera, Wärmebildgerät, Laserentfernungsmesser sowie Laserzielbeleuchter, Funkausstattung im HF-, VHF- und UHF-Bereich und für satellitengestützte Kommunikation sowie eine tragbare Beobachtungsausstattung für den Einsatz ohne Fahrzeug.

## JFST der Bundeswehr
Die Joint Fire Support Teams der Bundeswehr sind in den Artilleriebataillonen 131 sowie 375 (Weiden), Artilleriebataillon 295 (Stetten am kalten Markt) und dem Artillerielehrbataillon 325 (Munster) sowie dem Artillerielehrbataillon 345 (Idar-Oberstein) und in den schweren Jäger- (5./1, 5./91, 5./413, 5./292), schweren Fallschirmjäger- (7./26, 7./31) und den schweren Gebirgsjägerkompanien (5./231, 5./232, 5./233) vorgesehen.
Das Konzept der Bundeswehr teilt die Beobachter in zwei Trupps mit je einem Fahrzeug. So besteht ein JFST aus einem Beobachtertrupp für Steilfeuer (BODEN-BODEN) – dies bedeutet Feuerunterstützung durch Artillerie, Mörser und Schiffsartillerie – und einem Fliegerleittrupp (LUFT-BODEN) für Luftnahunterstützung durch Kampfhubschrauber, Drohnen und Flugzeuge.
Als Fahrzeuge sind der GTK Boxer (mechanisierte Kräfte), der Spähwagen Fennek (radbewegliche Kräfte), der Wiesel 2 (luftbewegliche Kräfte) und der Bv206S (Gebirgsjäger) vorgesehen. Zusammen mit dem Joint Fire Support Coordination Team (JFSCT) auf Bataillonebene und dem Joint Fire Support Coordination Group (JFSCG) auf Brigade-/Divisionsebene bilden sie die „Streitkräftegemeinsame Taktische Feuerunterstützung“, kurz STF der Bundeswehr. Für den abgesessenen Einsatz sind die Teams  mit der leichten Beobachtungsausstattung Nyxus ausgerüstet, einer mobilen Führungsausstattung auf Basis des FüWES Adler, dem Video-Downloadlink-System Rosetta und einem tragbaren Laserzielbeleuchter. Zudem verfügen die Fahrzeuge zum Eigenschutz über eine Waffenstation und eine Nebelmittelwurfanlage.
Für die Struktur „Neues Heer“ sind 60 JFST, 20 JFSCT und 23 Schnittstellentrupps geplant, was erlaubt jede Kompanie und jeden Verband der Eingreifkräfte zu unterstützen.
Das Unterstützungsverhältnis bei den Stabilisierungskräften beträgt dagegen eins zu drei. Im März 2010 wurden fünf Trupps mit Fennek der Truppe übergeben, wovon drei zur Ausbildung an der Artillerieschule eingesetzt werden. Dort soll in Zukunft die "Ausbildungseinrichtung STF" entstehen. Im Oktober 2010 wurde die Anschaffung weiterer zehn Fennek-Teams beschlossen.

## JFST im Einsatz
Im April 2010 verlegten zwei JFST Fennek in den Einsatz nach Afghanistan (ISAF). Diese wurden im September 2010 den Ausbildungs- und Schutzbataillonen unterstellt. Erstmals erfolgte die komplette Abbildung einer STF-Organisation mit JFST, JFSCT (Joint Fire Support Coordination Team), JFSCG (Joint Fire Support Coordination Group) und der Zuordnung der Wirkmittel Panzerhaubitze 2000 und Mörser. Die Kampfhubschrauber und anderen Luftfahrzeuge der Alliierten wurden der JFSCG nicht unterstellt.

## International
Die britischen Streitkräfte bezeichnen ihre Kräfte des Heeres als Fire Support Team. Vorher wurde der Begriff Forward Observation Party genutzt da die Fliegerleitoffiziere nur bei Bedarf den Teams zugeteilt wurden. Jede Gruppe hat in der neuen Struktur eine Personalstärke von sechs Mann.
Eine weitere Bezeichnung ist Joint Fires Observer (JFO), wobei diese vornehmlich durch die Einheiten der US-Army und US-Marine Corps verwendet wird. Die JFO arbeiten hierbei meist mit den Joint Terminal Attack Controller (JTAC) oder den Zusammenschluss aus mehreren JTACs, der Tactical Air Control Party (TACP) zusammen. Bei den amerikanischen Einheiten existiert das Konzept der JFST daher so nicht. Allerdings sind JFOs Angehörige der Kampftruppe und nur in Zweitfunktion "Beobachter". Sie fordern also nur Feuerunterstützung an bzw. lenken diese nur, wenn der Kompanie bzw. dem Bataillon kein TACP oder Forward Observer zugeteilt wurde.